# Pomniki przyrody w gminie Czarny Dunajec
Na terenie gminy Czarny Dunajec, w powiecie nowotarskim, w województwie małopolskim znajduje się 7 pomników przyrody. We wszystkich przypadkach są to grupy drzew albo pojedyncze drzewa. W gminnej numeracji w poniższej tabeli brakuje 2 pozycji, co jest spowodowane stwierdzeniem braku drzew w czasie inwentaryzacji w 2012 roku. Były to:
- brak drzewa stanowiącego pomnik przyrody nr 1. Była to lipa znajdująca się w Chochołowie na terenie prywatnym (działka nr 6080/1), o obwodzie pnia 420 cm i wysokości 27 m;
- brak grupy drzew stanowiącej pomnik przyrody nr 5. Były to 2 modrzewie wokół kościoła w Chochołowie, o obwodach pni 185 i 300 cm i wysokości 23 i 38 m.

Poniższa tabela przedstawia stan prawny pomników przyrody na terenie gminy:
| Nr | Lokalizacja                                                                        | Forma             | Nazwa             | Sztuk | Obwody [cm]   | Akt prawny                                                 | Zdjęcie |
| 2. | Chochołów, na cmentarzu parafialnym parafii rzymskokatolickiej                     | grupa drzew       | lipa              | 2     | 490 i 510     | Decyzja RL-op-8311/67/68 PWRN w Krakowie z 18 czerwca 1966 |         |
| 3. | Chochołów, przy zabytkowej figurze na skarpie nadrzecznej przy drodze do Dzianisza | grupa drzew       | lipa              | 2     | 480 i 580     | Decyzja RL-op-8311/67/69 PWRN w Krakowie z 18 czerwca 1966 |         |
| 4. | Chochołów, koło plebanii kościoła rzymskokatolickiego                              | grupa drzew       | lipa              | 5     | od 205 do 310 | Decyzja RL-op-7140/3/83 Woj. Nowosąd. z 9 września 1983    |         |
| 6. | Czerwienne, przy krzyżu przydrożnym                                                | pojedyncze drzewo | lipa drobnolistna | 1     | 325           | Decyzja RL-op-8311/6/74 z 8 lutego 1974                    |         |
| 7. | Czerwienne, przy kapliczce przydrożnej                                             | pojedyncze drzewo | lipa drobnolistna | 1     | 560           | Decyzja RL-op-8311/7/74 z 8 lutego 1974                    |         |
| 8. | Ratułów, koło krzyża przy drodze Ratułów – Nowe Bystre                             | pojedyncze drzewo | lipa drobnolistna | 1     | 640           | Decyzja RL-op-8311/8/74 z 8 lutego 1974                    |         |
| 9. | Czarny Dunajec, przy kapliczce                                                     | pojedyncze drzewo | wiąz górski       | 1     | 600           | Rozp. Nr 7 Woj. Małop. 13 kwietnia 2004                    |         |